# Династія Хо
Династія Хо (1400 —1407 роки) — в'єтнамська династія, що правила в державі Дайнгу. Затвердилася внаслідок повалення династії Чан. Припинила існування внаслідок поразки у війні з імперією Мін.

## Історія
Рід Хо походив з Чжецзяні, відомий з IX ст. Самі вони вели свійродовід відХу-гуна, правителя держави Чень (часів Чуньцю). Його представники були військовиками на службі династії Південна Тан.
У 970-х роках Хо перебралися до Намв'єту. Хо Льєм оселився у Тханьхоа (південніше Тханглонгу). У дитинстві Хо Кюї Лі усиновив Ле Хуан, який дав йому своє прізвище. У 1380-х роках його кар'єрі сприяли звитяги в кампаніях проти Чампи. Кюі Лі зміг за допомогою інтриг і вдалих шлюбів — його сестра, донька і дві стрийні були одружені з принцами з династії Чан, а сам він одружився з сестрою імператора — ще більше посилили його політичне становище.
У 1399 році Куї Лі наказав вбити колишнього імператора Чан Тхуан Тонга, фактично перебравши владу на себе. Того ж року почалося потужне повстання в басейні річки Да на чолі із селянином Нгуєн Ні Каєм. 1400 року імператора Чан Тхьєу Де змушено було зректися влади. Новим імператором став Кюї Лі, що повернув собі родинне призвище Хо, заснувавши нову династію Хо.
Було змінено назву держави на Дайнгу («Великий спокій»). 1401 року Куї Лі передав владу синові Хан Тхионг, зберігши фактичну владу. До 1403 року було в становлено зверхність над Чампою.
1406 року почалася війна з імперією Мін, яка формально підтримала претендентів на трон з колишньої династії Чан. Було вирішено дати відсіч біля фортеці Дабанг на початку 1407 року, в цій битві бойові слони злякались галасу китайських військ і потоптали в'єтську армію. Літом правителя і його батька Хо Кюї Лі захопили в полон. Династію Хо було повалено (усіх її представників було заслано до китайських провінцій), а Дайнгу перетворено на мінську провінцію. Почалосятак зване Четверте китайське панування.

## Устрій
На чолі стояв імператор (хоангде). Найважливіші цивільні та військові посади посідали його найближчі родичі. Імператор мав усю владу. Збережено практику екс-імператора (імператорів-наставників), що фактично керував або в значній мірі впливав на державну політику

## Військо
Проведено реформу, покликану створити величезну армію. Активно зміцнювалися важливі фортеці й міста. Були винайдені шунг тхан ко («чарівні гармати») — гармати з декількома стволами, що мали більшу силу, ніж навіть мінські гармати.

## Економіка
Основу становило землеробство, переважно вирощувався рис, рибальство. Була проведена аграрна реформа: знати титулом нижче за дайвионг відтепер могла мати не більше 10 мау землі, на решту накладався штраф. Крім того, було запроваджено кількість рабів, якими могли володіти чиновники. Для розвитку торгівлі оголосив про відкриття портів.
Також було проведено фінансову реформу, запроваджено паперові гроші на кшталт китайських.

## Культура
Буддизм було оголошено офіційною релігією, проте продовжували існувати конфуціанство й даосизм. Імператор Хо Кюї Лі не встиг впровадити заплановано нову систему освіти, що включала вивчення математики та сільського господарства поряд з конфуціанськими текстами.